# Орлето
„Орлето“ (на френски: L'Aiglon) е пиеса в шест действия от Едмон Ростан, базирана на живота на Наполеон II, който е син на император Наполеон I и втората му съпруга, императрица Мария Луиза. Заглавието на пиесата идва от прякора на Наполеон II, френската дума за млад орел (eaglet).
Главната роля е пресъздадена от Сара Бернхард в премиерата на пиесата на 15 март 1900 г. в Théàtre Sarah Bernhardt. Модният дизайнер Жак Дусе проектира нейния прочут бял костюм.
През октомври същата година пиесата (в превод на английски от Луис Н. Паркър) има премиера в нюйоркския Knickerbocker Theatre с Мод Адамс в главната роля.
Първото му представление в Лондон е в Театъра на Негово Величество през 1901 г., като Бернхард отново играе главната роля. Ростан е написал L'Aiglon специално за Бернхард и това се превръща в една от нейните знакови роли.
Клемънс Дейн прави английски превод, който е излъчен от Би Би Си по Националното радио на 15 ноември 1936 г. и регионално на следващия ден. Мариус Гьоринг изпълнява главната роля в тази продукция.
Артур Онегер и Жак Ибер композират опера в пет действия, също със заглавие L'Aiglon, по либрето на Анри Кейн, базирана на пиесата на Ростан. За първи път е представена в Операта на Монте Карло през 1937 г.

## В България
Драмата „Орлето“ се играе на сцената на Народния театър „Иван Вазов“ с Дора Дюстабанова в главната роля на Наполеон II и Георги Стаматов в ролята на княз Метерних.